# Alberto Zapata
 Alberto Jesús Zapata Urriola (Ciudad de Panamá, 28 de febrero de 1979) es un futbolista panameño que juega como delantero. Actualmente es Comentarista en Tigo Sports Panamá.

## Trayectoria
Es un jugador rápido y con fuerte remate de cabeza, ha participado con Panamá en Copas Uncaf, Copa de Oro y Eliminatorias mundialistas.

Nace un 28 de febrero de 1979, en el popular barrio de San Miguelito. Donde empieza jugando Copa Rotario (hoy Mundial del Barrio). 
-En selecciones nacionales llega a formar parte desde las categorías sub-20, sub-23 y mayor. 
Siendo medalla de plata en los Juegos Centroamericanos de 1997, con la selección mayor de la Copa de Naciones UNCAF 2009 y participando de eliminatorias mundialistas del Corea-Japón 2002 y Alemania 2006.

## Selección nacional
Debutó con la selección de fútbol de Panamá el 7 de enero de 2000 en un partido amistoso contra la selección de fútbol de Guatemala, en la Victoria 4-1 en Panamá.

### Participaciones en selección nacional
| Copa            | Categoría | Sede     | Resultado | Partidos | Goles |
| --------------- | --------- | -------- | --------- | -------- | ----- |
| Copa Uncaf 2009 | Mayor     | Honduras | Campeón   | 2        | 1     |

### Goles internacionales
| Núm. | Fecha               | Lugar                                                 | Rival     | Gol | Resultado | Competición     |
| ---- | ------------------- | ----------------------------------------------------- | --------- | --- | --------- | --------------- |
| 1    | 21 de junio de 2000 | Estadio Rommel Fernández, Panamá, Panamá              | Venezuela | 2-0 | 2-0       | Amistoso        |
| 2    | 27 de enero de 2009 | Estadio Tiburcio Carías Andino, Tegucigalpa, Honduras | Guatemala | 1-0 | 1-0       | Copa Uncaf 2009 |

## Clubes

### Como futbolista
| Club                                                       | País        | Año       |
| ---------------------------------------------------------- | ----------- | --------- |
| Ejecutivos Jrs.                                            | Panamá      | 1995-1996 |
| Bravos de Projusa                                          | Panamá      | 1997      |
| Real Club Deportivo España, Club Deportivo Vida y Valencia | Honduras    | 1998-2000 |
| Panamá Viejo                                               | Panamá      | 2000      |
| Tauro Fútbol Club                                          | Panamá      | 2000-2001 |
| Chorrillo Fútbol Club                                      | Panamá      | 2001      |
| Tecos de la UAG de Guadalajara                             | México      | 2001-2002 |
| Alianza Fútbol Club (Panamá)                               | Panamá      | 2003      |
| Club Olimpia                                               | Paraguay    | 2004      |
| San Francisco                                              | Panamá      | 2004-2006 |
| Puerto Rico Islanders                                      | Puerto Rico | 2007      |
| San Francisco                                              | Panamá      | 2008      |
| Maccabi Netanya                                            | Israel      | 2009      |
| Alianza F.C.                                               | El Salvador | 2009      |
| San Francisco                                              | Panamá      | 2010      |
| Sporting San Miguelito                                     | Panamá      | 2010-2011 |
| SD Atlético Nacional                                       | Panamá      | 2012-2015 |

### Como director técnico
| Club (*)                     | País   | Año  | Partidos dirigidos |
| ---------------------------- | ------ | ---- | ------------------ |
| Inferiores del San Francisco | Panamá | 2019 | 18                 |

### Como asistente
| Club (*)         | País   | Año         | Asistente De  |
| ---------------- | ------ | ----------- | ------------- |
| San Francisco    | Panamá | 2020 - 2021 | Gonzalo Soto  |
| Selección sub-15 | Panamá | 2021        | Ángel Sánchez |
| Selección sub-17 | Panamá | 2021        | Ángel Sánchez |
| Selección sub-20 | Panamá | 2021 - 2022 | Ángel Sánchez |

## Palmarés

### Como jugador
| Título                 | Club                          | País     | Año  |
| ---------------------- | ----------------------------- | -------- | ---- |
| ANAPROF Apertura       | San Francisco FC              | Panamá   | 2008 |
| Copa de Naciones UNCAF | Selección de fútbol de Panamá | Honduras | 2009 |